# Jorge Paleólogo
Jorge Paleólogo (em grego: Γεώργιος Παλαιολόγος) foi um general bizantino, um dos mais proeminentes comandantes militares e aliados do imperador Aleixo I Comneno (r. 1081–1118). Era filho do primeiro membro conhecido da família dos Paleólogos, o estratego do Tema da Mesopotâmia Nicéforo Paleólogo. Sua esposa, Ana Ducena era irmã de Irene Ducena, a esposa de Aleixo I. Como o principal general e amigo do imperador, ele teve um importante papel em suas campanhas, especialmente na Batalha de Dirráquio contra os normandos, ou na Batalha de Levúnio contra os pechenegues. Ele foi uma das fontes principais para as batalhas do pai que Ana Comnena se utilizou para compor a sua "Alexíada" e foi retratado de maneira favorável por ela no livro, descrito como capaz e fiel.

## Família
Jorge tinha um irmão menor, Nicolau. De seu casamento com Ana Ducena, ele teve quatro filhos:
- Nicéforo, um dos ancestrais do ramo que se tornaria a dinastia reinante do império a partir de 1261.
- Andrônico Ducas Paleólogo.
- Miguel, um sebasto
- Aleixo, que se casou com Ana Comnena Ducena, outro ancestral da linhagem imperial.